# Ли Цяомин
Ли Цяомин (род. 1961, Яньши, Хэнань) — китайский военачальник, генерал-полковник (2019). Командующий Сухопутными войсками НОАК с сентября 2022, командующий Северным военным округом (2017—2022). Член ЦК КПК 19-20-го созывов.

## Биография
Поступил на военную службу в 15-летнем возрасте. 
Многие годы служил в Гуанчжоуском военном округе (Guangzhou Military Region), расформированном в 2016 году и реорганизованном в Южный военный округ. Служил в должностях начальника штаба, командира корпуса и генерал-майора 41-й армии (41st Army (People's Republic of China)). 
В 2013 году выступил со статьёй в государственном политическом журнале «Red Flag Manuscript», в которой утверждал, что Советский Союз распался из-за того, что партия разоружилась. («Коммунистическая партия Советского Союза отказалась от руководства армией, и армия стояла в стороне в критический момент для страны. В конце концов, Советский Союз распался, и [партия] распалась, это глубокий урок». Можно заметить, что подобное замечание высказывал и сам Си Цзиньпин: «Почему Советский Союз развалился? Потому что военные [к 1991 году] были отделены от Компартии. Из-за этого партия оказалась разоружена, и в критической ситуации ее никто не защитил».) Ли Цяомин также публиковал аналитику военных и конфликтных стратегий, включая операции России в Крыму и Сирии в 2014 и 2016 годах соответственно. 
После крупной военной реформы в 2015 году, Ли попал в прибрежную провинцию Шаньдун, где в качестве генерал-лейтенанта присоединился к командованию Северного театра военных действий; затем возглавил его; в сентябре 2022 оставил пост. Сменил его Wang Qiang (general).
С сентября 2022 года — Командующий Сухопутными войсками НОАК. В декабре 2019 года присвоено воинское звание генерал-полковник.